# Sotillo de la Ribera
Sotillo de la Ribera – gmina w Hiszpanii, w prowincji Burgos, w Kastylii i León, o powierzchni 42,46 km². W 2011 roku gmina liczyła 558 mieszkańców.